# 松村健吾
松村 健吾（まつむら けんご、1947年 - ）は、日本の哲学研究者、大東文化大学名誉教授。

## 来歴
愛媛県の弓削島に生まれ、同地の小中学校、今治西高を経て、1970年、埼玉大学教養学部卒業。その後、東京都立大学大学院人文科学研究科博士課程単位取得退学。大東文化大学文学部教授を経て同大学名誉教授。2005年、『初期ヘーゲル論考』で一橋大学より博士（社会学）を取得。審査員は島崎隆、岩佐茂、平子友長。

## 著書
- 『倫理のディアレクティーク 人倫の花束』文化書房博文社、1993年。
- 『日常哲学派宣言 哲学入門』文化書房博文社、1997年。
- 『革命と宗教 初期ヘーゲル論考』近代文芸社、2007年。
- 『ヘーゲルのイエナ時代　生活編』文化書房博文社、2012年。
- 『ヘーゲルのイエナ時代　理論編』鳥影社、2019年。
- 『ヘーゲルのイエナ時代　完結編　『精神の現象学』の誕生』鳥影社、2022年。
- その他共著あり。